# جون سيم
جون سيم (بالإنجليزية: John Sem)‏ (مواليد 19 يوليو 1973) هو ملاكم من بابوا غينيا الجديدة، مثّل بلاده في الألعاب الأولمبية الصيفية 1992.

## روابط خارجية
جون سيم على موقع اللجنة الأولمبية الدولية (الإنجليزية)
- جون سيم على موقع أوليمبيديا (الإنجليزية)